# 栗原暁
栗原 暁（くりはら さとる、1980年3月30日 - ）は、日本の作曲家、作詞家、編曲家、音楽プロデューサー、DJ、Jazzin'parkのメンバーである。

## 経歴
2003年にDJとして活動を開始し、2006年には久保田真悟と共にJazzin'parkを結成した。
2006年12月、1stアルバム「Jazzin'park」をリリースし、都内CD店でジャパニーズクラブチャート1位、iTunesダンスチャート１位を獲得した。
作家としても多数のアーティストへの楽曲提供を行っている。

## 関連楽曲
作詞・作曲・編曲・REMIX・プロデュースを行った楽曲を挙げる。
- BE:FIRST
  - 「Shining One」作詞・作曲

- 家入レオ
  - 「もし君を許せたら」（フジテレビ系月9ドラマ「絶対零度～未然犯罪潜入捜査～」主題歌）作曲
  - 「君に未練はないけど、恋に未練がある」作詞
- Yun*chi
  - 「Starlight*」作詞・作曲
  - 「MIRAI*」作詞・作曲
  - 「HIMAWARI*」作詞
  - 「Trendy Night*」作詞
- 北乃きい
  - 「師大路夜市」作曲・編曲
  - 「Doooooda（北乃きい×大友康平）」作曲・編曲
- 宇野実彩子（AAA）
  - 「＃one_love_pop」作曲・編曲
  - 「Lock on」作曲・編曲 共作　前田佑
- ケツメイシ
  - 「はじまりの予感」（DHC［F1］ミネラルベースメークシリーズCMソング）作曲・編曲　前田佑
- 佐々木彩夏
  - 「Lady Cat」作詞・作曲
- 柴咲コウ
  - 「intoxicated - Jazzin'park Remix」（柴咲コウ＆JUNO REACTOR Single 収録）
- 清水翔太
  - 「君が暮らす街 - Jazzin'park Winter Remix - 」（Single『冬が終わる前に』収録）
  - 「マダオワラナイ-Jazzin'park Sweet Summer Remix-」（Single『WOMAN DON'T CRY』収録）
  - 「Dream -Jazzin’park A Long Autumn Night Remix-」（Single『SNOW SMILE』収録）
  - 「SNOW SMILE -Jazzin’park Spring Snow Remix -」（Single『I miss you-refrain-』収録）
- 鈴木愛理
  - 「Moment」（Album『Do me a favor』収録）作詞・作曲・編曲
- 山崎育三郎
  - 「Congratulations」（金曜ナイトドラマ「あいの結婚相談所」テーマソング）作詞・作曲・編曲
- Da-iCE
  - 「Blackjack」（Album「BET」収録曲）作詞・作曲
  - 「ハイボールブギ」（『探偵マリコの生涯で一番悲惨な日』の主題歌）作詞・作曲
- Hilcrhyme
  - 「Lost Love Song」編曲
  - 「Lost love song【Ⅱ】」編曲
  - 「YUKIDOKE」編曲
  - 「New Era」編曲
  - 「The Woman In The Elevator」編曲
  - 「続・押韻見聞録-未踏-」作曲・編曲
  - 「Spirit Of Love」編曲
  - 「I’m Ready」編曲
- GACKT
  - 「キミに逢いたくて（Jazzin’park D&B ReMIX）」（Album『GACKTRACKS -ULTRA DJ ReMIX』収録）
- SUPER☆GiRLS
  - 「LETTER 〜10年後のワタシへ〜」作曲・編曲
- Nissy（AAA西島隆弘）
  - 「ハプニング」編曲
  - 「恋す肌」編曲
- RIP SLYME
  - 「POPCORN NANCY」作曲・編曲
- Predia
  - 「美しき孤独たち」作詞・作曲・編曲　前田佑
  - 「夜光蝶」作詞・作曲・編曲　前田佑
  - 「満たしてアモーレ」作詞・作曲・編曲　前田佑
  - 「東京スキャンダル」作詞・作曲・編曲 前田佑
  - 「BOROBORO〜この愛はボロボロになる運命なのか〜」作詞・作曲・編曲　前田佑
  - 「ファビュラス」作詞・作曲・編曲
  - 「Hotel Sunset」作詞・作曲・編曲
  - 「Ms.Frontier 」作詞・作曲・編曲　前田佑
  - 「ヌーベルキュイジーヌ」作詞・作曲・編曲 前田佑
  - 「Addicted To Your Secret」作詞・作曲・編曲
  - 「WAKEARI」作詞・作曲・編曲 前田佑
- 超ときめき♡宣伝部（ときめき♡宣伝部）
  - 「プリンセスプリンセスプリンセス」（作詞・作曲・編曲。久保田真悟、Tasuku Maedaと共作）
  - 「TRAP」（作詞・作曲・編曲。久保田真悟、Tasuku Maedaと共作）
  - 「DEADHEAT」（作詞・作曲・編曲。久保田真悟、Tasuku Maedaと共作）
  - 「ライオンガール」（作曲・編曲。久保田真悟と共作）
  - 「Cupid in Love」(作詞・作曲。前田佑と共作)
- スピラ・スピカ
  - 「ゲットゴーイング」 (作曲。久保田真悟と共作)
- さゆべえ
  - 「マイラブ」作詞・作曲　前田佑

### ジャニーズ事務所関連
- V6
  - 「KEEP GOING」作詞・作曲・編曲
  - 「TL」作曲・編曲
  - 「Best Choice」作詞・作曲

- 嵐
  - 「SHOW TIME」作詞・作曲・編曲

- NEWS
  - 「インビジブル ダンジョン」作詞・作曲
  - 「Digital Love」作詞・作曲
  - 「Dragonism」作詞・作曲
  - 「Perfect Lover」作詞・作曲
  - 「朧月」作詞・作曲
  - 「Deeper & Deeper」作詞・作曲

- SUPER EIGHT
  - 「喝采」作詞・作曲

- Hey! Say! JUMP
  - Hey! Say! JUMP
    - 「MANTRA」作詞

  - Ryosuke Yamada
    - 「SWITCH」作詞・作曲・編曲
    - 「snow moon」作詞・作曲
    - 「VELVET」作詞・作曲

- Kis-My-Ft2
  - Kis-My-Ft2
    - 「WANNA BEEEE!!! -Jazzin'park Beginners Remix-」
    - 「アイノビート」作詞・作曲・編曲
    - 「My Resistance - タシカナモノ」作詞・作曲・編曲
    - 「"2nd" Overtune」作曲・編曲
    - 「Strawberry Dance」作詞
    - 「SNOW DOMEの約束」作曲・編曲
    - 「Luv Sick」作詞・作曲・編曲
    - 「"3rd" Overture」作曲・編曲
    - 「ダイスキデス」作詞・作曲・編曲
    - 「Another Future」作詞・編曲
    - 「君にあえるから」編曲
    - 「Christmas Kiss」作詞・作曲・編曲
    - 「Shake Body!!」作詞・作曲・編曲
    - 「タナゴコロ -Remix by Jazzin’park-」
    - 「Kis-My-Ft2 NON-STOP MIX – Vol.1-Mixed by Jazzin’park」
    - 「EXPLODE」作詞
    - 「HOT!×2」作詞
    - 「FUTURE TRAIN」作詞・作曲・編曲
    - 「THIS CRAZY LOVE」作詞
    - 「Bring It On」作詞・作曲
    - 「HANDS UP」作詞
    - 「My Place」作詞・作曲
    - 「Original Color」作詞・作曲
    - 「ともに」作曲
    - 「Loved One」作詞
    - 「Lemon Pie」作詞

  - 千賀健永
    - 「Fragrance」編曲

  - 玉森裕太
    - 「Share Love」作詞・作曲

  - 北山宏光・藤ヶ谷太輔
    - 「& say」作詞・作曲・編曲

  - 舞祭組
    - 「道しるべ」編曲

- timelesz
  - 「Desideria」作詞・作曲

- 中島健人
  - 「Bye Bye Me」作詞

- WEST.
  - WEST.
    - 「マ・ル・モ・ウ・ケ」作詞・作曲・編曲
    - 「パーリパーリパリ -カタカナを叫べ-」作曲・編曲
    - 「Big Shot!!」作詞・作曲
    - 「Make a Wish!! ～世界中が愛してる～」作詞・作曲
    - 「W trouble」作詞・作曲
    - 「証拠」作詞・作曲
    - 「ハッピーメイカー」作詞・作曲・編曲
    - 「カメレオン」作詞・作曲
    - 「TRICKSTER」作詞・作曲
    - 「Rainbow Chaser」作詞・作曲
    - 「#Followme」作曲
    - 「でっかい愛」作詞
    - 「真夜中のLION」作詞・作曲
    - 「黎明」作詞・作曲
    - 「Mixed Juice」作詞・作曲
    - 「SOUL 2 SOUL」作詞・作曲
    - 「POWER」作詞・作曲
    - 「アンノウン」作詞・作曲
    - 「パロディ」作詞・作曲
    - 「On & On」作詞・作曲
    - 「Beautiful」作詞・作曲
    - 「AWARD」作詞・作曲
    - 「ファンタジスタ」作詞・作曲・編曲
    - 「FICTION」作詞・作曲
    - 「shhhhhhh!!」作詞・作曲
    - 「この旋律よ 誰かの歌になれ」作詞・作曲
    - 「BIG LOVE SONG」作詞・作曲

  - 神山智洋・藤井流星
    - 「I got the FLOW」作詞・作曲・編曲

- King & Prince
  - 「koi-wazurai」作詞・作曲・編曲
  - 「君がいる世界」作詞
  - 「恋降る月夜に君想ふ」作詞・作曲
  - 「TLConnection」作詞・作曲
  - 「One Sided Love」作詞・作曲
  - 「HEART」作詞・作曲
  - 「marble」作詞・作曲

- Snow Man
  - 「D.D.」作詞
  - 「YumYumYum 〜SpicyGirl〜」作詞
  - 「Hip bounce!!」作詞
  - 「Secret Touch」作詞・作曲
  - 「EMPIRE」作詞
  - 「紹介RAP 〜We are Snow Man〜」作曲

- なにわ男子
  - 「初心LOVE」作詞・作曲
  - 「Brand New Heroine」作詞・作曲
  - 「ダイヤモンドスマイル」作詞・作曲・編曲
  - 「Wonder」作詞・作曲

- Travis Japan
  - 「VOLCANO」作詞

- Aぇ! group
  - 「WANT!!」作詞・作曲

- 美 少年
  - 「ねぇ もっと」作曲

### アニメ・ゲーム関連
- ソードアート・オンライン オルタナティブ「ガンゲイル・オンライン」
  - ED主題歌「To see the future / レン（楠木ともり）」作詞・作曲・編曲
  - DVD第1巻収録「"Lucky Girl" LLENN starring TOMORI KUSUNOKI」作詞・作曲・編曲
  - DVD第2巻収録「DNA」ピトフーイ（日笠陽子）作詞・作曲・編曲
  - DVD第3巻収録「FIGHT」SHINC（朝井彩加／内山夕実／種﨑敦美／白石晴香／M・A・O／森永千才）作詞・作曲・編曲
  - DVD第4巻収録「Crazy Cat」フカ次郎（赤﨑千夏）作詞・作曲・編曲
  - DVD第５巻収録「Special Amore」キャラクターソング ピトフーイ（日笠陽子）＆エム（興津和幸）作詞・作曲・編曲
- キラッとプリ☆チャン
  - 「乙女アテンションプリーズ」Miracle Kiratts[メンバー 1] 作詞・作曲[注釈 1] 前田佑
  - 「Brand New Girls」桃山みらい（林鼓子）、青葉りんか（厚木那奈美）、紫藤める（森嶋優花）作詞・作曲・編曲[注釈 2]
- あんさんぶるスターズ!!
  - 「FORBIDDEN RAIN」UNDEAD[メンバー 2] 作曲・編曲

### ユニットメンバー
1. ↑  桃山みらい（林鼓子）、萌黄えも（久保田未夢）、青葉りんか（厚木那奈美）
2. ↑  朔間零（増田俊樹）、乙狩アドニス（羽多野渉）、大神晃牙（小野友樹）、羽風薫（細貝圭）